# Affaire Lassana Coulibaly
Pour les articles homonymes, voir Coulibaly.
L'affaire Lassana Coulibaly, également appelée affaire du violeur aux chaussettes avant que l'auteur ne soit condamné, désigne les crimes d'un violeur en série à Paris,  Aulnay-sous-Bois, Clermont-Ferrand, Vichy et Montpellier entre 2002 et 2005.

## Faits et enquête
Lassana Coulibaly, délinquant et marginal, originaire d'Aubervilliers,  séquestre et viole (ou agresse sexuellement) douze femmes âgées de 19 à 57 ans en pénétrant dans leur domicile la plupart du temps par une fenêtre ouverte, parfois en passant par un toit, un balcon, ou un échafaudage. Il tient son surnom du fait qu'il bâillonne en général ses victimes avec une chaussette, usant aussi de câbles, de rallonges ou de cordons qu'il trouve sur place. L'absence de traces d'empreintes digitales dans les premières affaires va d'abord laisser penser aux enquêteurs qu'il porte systématiquement des gants quand il passe à l'action ; il s'avérera finalement qu'il a utilisé une paire de chaussettes pour couvrir ses mains.

## Procès et condamnation
Le 23 mai 2008, Lassana Coulibaly est condamné à vingt ans de prison pour viols, tentatives de viol et agressions sexuelles, la cour n'ayant pas retenu les actes de torture et barbarie. Il sera suivi par les services socio-judiciaires au moins jusqu'à l'âge de 60 ans.

## Articles de presse
- « Le violeur aux chaussettes jugé pour avoir sexuellement agressé neuf femmes » Article publié le 13 mai 2008 dans La Dépêche du Midi.
- « Le "violeur aux chaussettes" avait fait douze victimes » Article de Geneviève Colonna d'Istria publié le 15 mai 2008 dans Le Parisien.
- « Le procès du "violeur aux chaussettes" se tient à Riom » Article publié le 15 mai 2008 dans Le Nouvel observateur.

## Documentaires télévisés
- « Le violeur de Clermont-Ferrand » (troisième reportage) dans « ... à Clermont-Ferrand » 3 mars 2014 dans Crimes sur NRJ 12.
- « Lassana Coulibaly, Le violeur aux chaussettes » le 12 mars 2017 dans Faites entrer l'accusé présenté par Frédérique Lantieri sur France 2.